# Казале Серино (Потенца)
Казале Серино (итал. Casale Serino) је насеље у Италији у округу Потенца, региону Базиликата.
Према процени из 2011. у насељу је живело 17 становника. Насеље се налази на надморској висини од 1138 м.